# Kirkwood (Missouri)
Kirkwood is een plaats (city) in de Amerikaanse staat Missouri, en valt bestuurlijk gezien onder St. Louis County.

## Demografie
Bij de volkstelling in 2000 werd het aantal inwoners vastgesteld op 27.324.
In 2006 is het aantal inwoners door het United States Census Bureau geschat op 26.936, een daling van 388 (-1,4%).

## Geografie

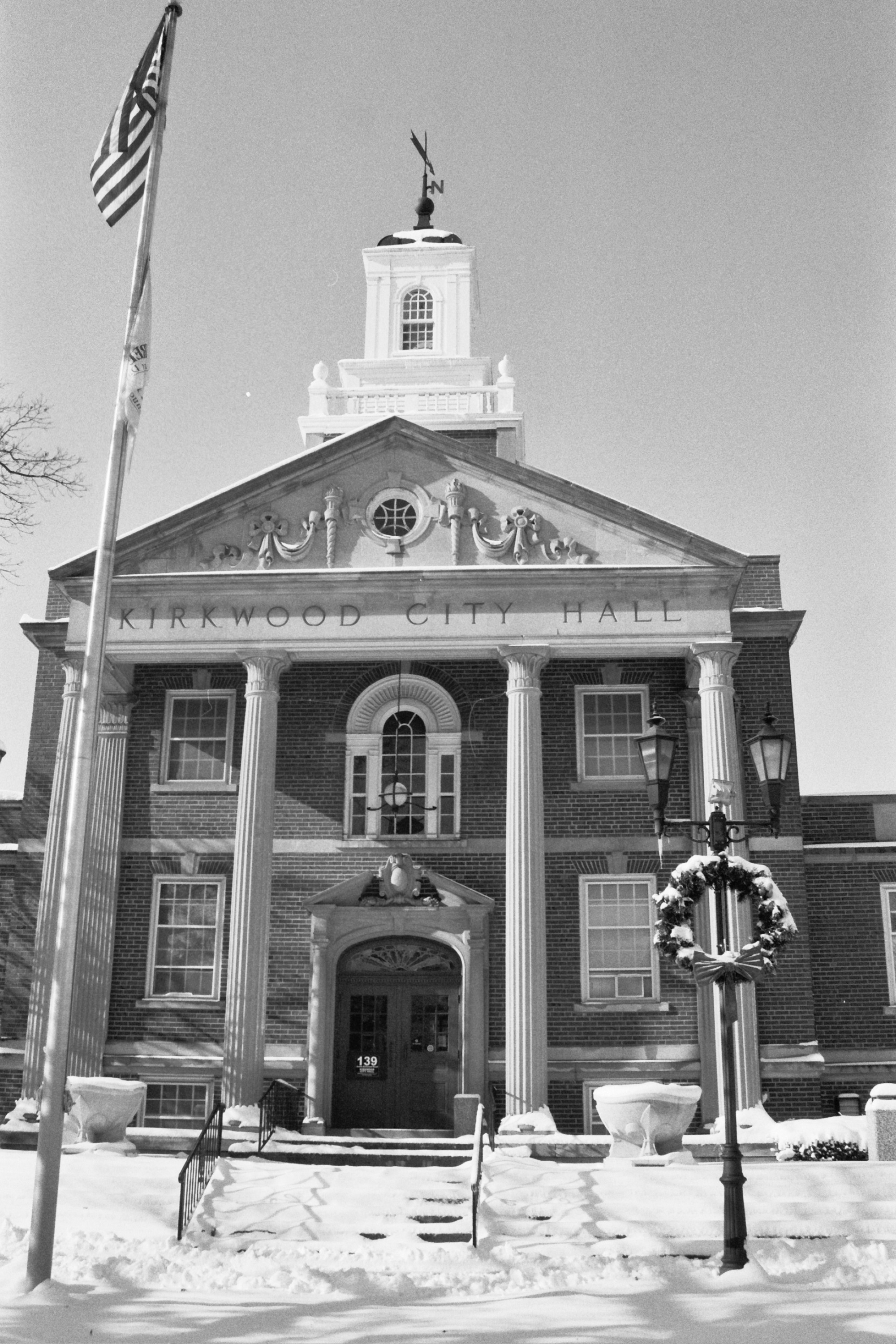
Gemeentehuis

Volgens het United States Census Bureau beslaat de plaats een oppervlakte van
24,0 km², waarvan 23,9 km² land en 0,1 km² water. Kirkwood ligt op ongeveer 191 m boven zeeniveau.

## Geboren
- Marianne Moore (1887-1972), schrijver, dichter

## In het nieuws
Bij een schietpartij in het gemeentehuis vielen in februari 2008 6 doden.

## Plaatsen in de nabije omgeving
De onderstaande figuur toont nabijgelegen plaatsen in een straal van 4 km rond Kirkwood.